# 四十九年 一睡の夢 一期の栄華 一盃の酒
四十九年 一睡の夢 一期の栄華 一盃の酒（よんじゅうきゅうねん いっすいのゆめ いちごのえいが いっぱいのさけ）は、上杉謙信によって残された言葉。

## 概要
人生というのは一眠りの間に見た夢のようにはかないものであり、人生の栄華などというものは一杯の酒のようなものに過ぎないということを意味している。
1577年の手取川の戦いを終えた上杉謙信は、12月18日に春日山城に帰還する。その5日後には次なる遠征に向けて大動員令を発する。この目標は織田軍に触発されて上洛を目指すつもりであり、織田にできて上杉にできないことは無いと永年の夢を叶えようとしたという説がある。このようにして1577年は過ぎて1578年の正月が訪れて、上杉謙信は数え年で49歳になる。この49歳になったときに詠んだ句が「四十九年 一睡の夢 一期の栄華 一盃の酒」である。
秋庭道博によると、人間というのは死を前にするまでは全てが生きるための営為であり、全てが生きるということであり、明日への積み重ねである。それが死を前にするならば明日が無くなるということであり、そうなればこれまでの日々は一体何であったのだろうと感じる。喜びや悲しみもあった長い道のりも、その全てが消えてしまうとなると、あっという間の出来事でしかなく、どんな栄華も死ぬ前には価値が無くなる。生き続けることが前提であったのが、その前提が無くなろうとしている時に、これまで持っていた価値や意味はどこへ行くのかという空しさが詠われた。